# Giro di Romandia 1974
Il Giro di Romandia 1974, ventottesima edizione della corsa, si svolse dal 7 al 12 maggio su un percorso di 890 km ripartiti in 5 tappe (la quinta suddivisa in due semitappe) e un cronoprologo, con partenza a Ginevra e arrivo a Lancy. Fu vinto dall'olandese Joop Zoetemelk della Gan-Mercier-Hutchinson davanti all'italiano Wladimiro Panizza e all'altro olandese Fedor den Hertog.

## Tappe
| Tappa  | Data      | Percorso                            | km  | Vincitore di tappa     | Leader cl. generale |
| ------ | --------- | ----------------------------------- | --- | ---------------------- | ------------------- |
| Prol.  | 7 maggio  | Ginevra > Ginevra (cron. a squadre) | 4   | Gan-Mercier-Hutchinson | Joop Zoetemelk      |
| 1ª     | 8 maggio  | Ginevra > Evolène                   | 177 | Wladimiro Panizza      | Wladimiro Panizza   |
| 2ª     | 9 maggio  | Evolène > Villars-Sainte-Croix      | 172 | Cees Priem             | Wladimiro Panizza   |
| 3ª     | 10 maggio | Villars-Sainte-Croix > Le Sentier   | 200 | Christian Raymond      | Wladimiro Panizza   |
| 4ª     | 11 maggio | Le Sentier > Chaumont               | 186 | Joop Zoetemelk         | Joop Zoetemelk      |
| 5ª-1ª  | 12 maggio | Neuchâtel > Lancy                   | 126 | Gustaaf Van Roosbroeck | Joop Zoetemelk      |
| 5ª-2ª  | 12 maggio | Ginevra > Lancy (cron. individuale) | 25  | Knut Knudsen           | Joop Zoetemelk      |
| Totale | Totale    | Totale                              | 890 |                        |                     |

## Dettagli delle tappe

### Prologo
- 7 maggio: Ginevra > Ginevra (cron. a squadre) – 4 km

| Pos. | Squadra                  | Tempo |
| ---- | ------------------------ | ----- |
| 1    | Gan-Mercier-Hutchinson   |       |
| 2    | M.I.C.- Ludo-De Gribaldy |       |
| 3    | Sonolor-Gitane           |       |

| Pos. | Corridore      | Squadra | Tempo |
| ---- | -------------- | ------- | ----- |
| 1    | Joop Zoetemelk | Gan     |       |

### 1ª tappa
- 8 maggio: Ginevra > Evolène – 177 km

| Pos. | Corridore          | Squadra        | Tempo |
| ---- | ------------------ | -------------- | ----- |
| 1    | Wladimiro Panizza  | Brooklyn       |       |
| 2    | Giovanni Battaglin | Jollj Ceramica |       |
| 3    | Fedor den Hertog   | Frisol         |       |

| Pos. | Corridore         | Squadra  | Tempo |
| ---- | ----------------- | -------- | ----- |
| 1    | Wladimiro Panizza | Brooklyn |       |

### 2ª tappa
- 9 maggio: Evolène > Villars-Sainte-Croix – 172 km

| Pos. | Corridore              | Squadra | Tempo |
| ---- | ---------------------- | ------- | ----- |
| 1    | Cees Priem             | Frisol  |       |
| 2    | Georges Pintens        | M.I.C.  |       |
| 3    | Gustaaf Van Roosbroeck | M.I.C.  |       |

| Pos. | Corridore         | Squadra  | Tempo |
| ---- | ----------------- | -------- | ----- |
| 1    | Wladimiro Panizza | Brooklyn |       |

### 3ª tappa
- 10 maggio: Villars-Sainte-Croix > Le Sentier – 200 km

| Pos. | Corridore              | Squadra | Tempo |
| ---- | ---------------------- | ------- | ----- |
| 1    | Christian Raymond      | Gan     |       |
| 2    | Roland Salm            | Willner |       |
| 3    | Gustaaf Van Roosbroeck | M.I.C.  |       |

| Pos. | Corridore         | Squadra  | Tempo |
| ---- | ----------------- | -------- | ----- |
| 1    | Wladimiro Panizza | Brooklyn |       |

### 4ª tappa
- 11 maggio: Le Sentier > Chaumont – 186 km

| Pos. | Corridore         | Squadra  | Tempo |
| ---- | ----------------- | -------- | ----- |
| 1    | Joop Zoetemelk    | Gan      |       |
| 2    | Wladimiro Panizza | Brooklyn |       |
| 3    | Fedor den Hertog  | Frisol   |       |

| Pos. | Corridore      | Squadra | Tempo |
| ---- | -------------- | ------- | ----- |
| 1    | Joop Zoetemelk | Gan     |       |

### 5ª tappa - 1ª semitappa
- 12 maggio: Neuchâtel > Lancy – 126 km

| Pos. | Corridore              | Squadra | Tempo |
| ---- | ---------------------- | ------- | ----- |
| 1    | Gustaaf Van Roosbroeck | M.I.C.  |       |
| 2    | Günter Haritz          | Rokado  |       |
| 3    | Piet van Katwijk       | Frisol  |       |

| Pos. | Corridore      | Squadra | Tempo |
| ---- | -------------- | ------- | ----- |
| 1    | Joop Zoetemelk | Gan     |       |

### 5ª tappa - 2ª semitappa
- 12 maggio: Ginevra > Lancy (cron. individuale) – 25 km

| Pos. | Corridore         | Squadra        | Tempo |
| ---- | ----------------- | -------------- | ----- |
| 1    | Knut Knudsen      | Jollj Ceramica |       |
| 2    | Joop Zoetemelk    | Gan            |       |
| 3    | Wilfried Wesemael | M.I.C.         |       |

| Pos. | Corridore         | Squadra  | Tempo     |
| ---- | ----------------- | -------- | --------- |
| 1    | Joop Zoetemelk    | Gan      | 23h54'16" |
| 2    | Wladimiro Panizza | Brooklyn | a 5'03"   |
| 3    | Fedor den Hertog  | Frisol   | a 7'20"   |

## Classifiche finali

### Classifica generale
| Pos. | Corridore              | Squadra                 | Tempo     |
| ---- | ---------------------- | ----------------------- | --------- |
| 1    | Joop Zoetemelk         | Gan-Mercier-Hutchinson  | 23h54'16" |
| 2    | Wladimiro Panizza      | Brooklyn                | a 5'03"   |
| 3    | Fedor den Hertog       | Frisol-Flair Plastics   | a 7'20"   |
| 4    | Giovanni Battaglin     | Jollj Ceramica          | a 7'59"   |
| 5    | Raymond Poulidor       | Gan-Mercier-Hutchinson  | a 8'41"   |
| 6    | Gustaaf Van Roosbroeck | M.I.C.-Ludo-De Gribaldy | a 9'05"   |
| 7    | Louis Pfenninger       | Willner-Birr-Brugg      | a 9'39"   |
| 8    | Antonio Martos         | KAS                     | a 10'13"  |
| 9    | Knut Knudsen           | Jollj Ceramica          | a 11'44"  |
| 10   | Fausto Bertoglio       | Brooklyn                | a 13'43"  |